# Temblador
Temblador – miasto w Wenezueli, w stanie Monagas, siedziba gminy Libertador.
Według danych szacunkowych na rok 2017 liczyło 33 100 mieszkańców..